# Dundalk Football Club 2015
Questa voce raccoglie le informazioni riguardanti il Dundalk Football Club nelle competizioni ufficiali della stagione 2015.

## Stagione
Il Dundalk ha iniziato la stagione vincendo la Supercoppa d'Irlanda, vincendo per 2-1 sul St Patrick's, segnando entrambe le reti in tre minuti e ribaltando l'iniziale vantaggio del St Patrick's.
L'avventura in Champions League si è conclusa al secondo turno contro i bielorussi del BATE Borisov. Dopo aver perso la gara di andata a Barysaŭ per 2-1, il Dundalk non è andato oltre lo 0-0 casalingo, sancendo l'eliminazione dalla competizione.
Il Dundalk ha vinto la Premier Division 2015 (Irlanda) con undici punti di vantaggio sul Cork City, bissando il successo dell'edizione 2014. Richard Towell, centrocampista del Dundalk, ha vinto la classifica dei marcatori con 25 reti realizzate in campionato.
L'8 novembre 2015 il Dundalk ha chiuso la stagione realizzando un double, il primo dal 1988, con la vittoria della FAI Cup per 1-0 dopo i tempi supplementari sul Cork City.

## Organigramma societario
Area tecnica:
- Allenatore:  Stephen Kenny
- Assistente:  Gerry Spain
- Assistente:  Vinny Perth
- Preparatore dei portieri:  Steve Williams

Area sanitaria:
- Medico sociale:  Dr. Samir
- Massaggiatore:  Adam Kelly
- Fisioterapista:  Sam Rice
- Fisioterapista:  Fearghal Kerin

## Rosa
Rosa e numeri aggiornati al novembre 2015
| N. |                    | Ruolo | Calciatore        |
| -- | ------------------ | ----- | ----------------- |
| 1  | Irlanda (bandiera) | P     | Gary Rogers       |
| 2  | Irlanda (bandiera) | D     | Seán Gannon       |
| 3  | Irlanda (bandiera) | D     | Brian Gartland    |
| 4  | Irlanda (bandiera) | D     | Andy Boyle        |
| 5  | Irlanda (bandiera) | C     | Chris Shields     |
| 6  | Irlanda (bandiera) | C     | Stephen O'Donnell |
| 7  | Irlanda (bandiera) | C     | Daryl Horgan      |
| 8  | Irlanda (bandiera) | C     | John Mountney     |
| 9  | Irlanda (bandiera) | A     | David McMillan    |
| 10 | Irlanda (bandiera) | C     | Ronan Finn        |
| 11 | Irlanda (bandiera) | A     | Kurtis Byrne      |
| 12 | Irlanda (bandiera) | D     | Shane Grimes      |

| N. |                    | Ruolo | Calciatore       |
| -- | ------------------ | ----- | ---------------- |
| 14 | Irlanda (bandiera) | D     | Dane Massey      |
| 15 | Irlanda (bandiera) | D     | Paddy Barrett    |
| 17 | Irlanda (bandiera) | C     | Richie Towell    |
| 20 | Irlanda (bandiera) | C     | Ciaran O'Connor  |
| 21 | Irlanda (bandiera) | C     | Darren Meenan    |
| 22 | Italia (bandiera)  | P     | Gabriel Sava     |
| 25 | Irlanda (bandiera) | D     | Paul Finnegan    |
| 26 | Irlanda (bandiera) | A     | Michael O'Connor |
|    | Irlanda (bandiera) | P     | Ben Kelly        |
|    | Irlanda (bandiera) | C     | Jake Kelly       |
|    | Irlanda (bandiera) | C     | Anton Reilly     |

## Statistiche

### Statistiche di squadra
| Competizione         | Punti | In casa | In casa | In casa | In casa | In casa | In casa | In trasferta | In trasferta | In trasferta | In trasferta | In trasferta | In trasferta | Totale | Totale | Totale | Totale | Totale | Totale | DR  |
| Competizione         | Punti | G       | V       | N       | P       | Gf      | Gs      | G            | V            | N            | P            | Gf           | Gs           | G      | V      | N      | P      | Gf     | Gs     | DR  |
| -------------------- | ----- | ------- | ------- | ------- | ------- | ------- | ------- | ------------ | ------------ | ------------ | ------------ | ------------ | ------------ | ------ | ------ | ------ | ------ | ------ | ------ | --- |
| League of Ireland    | 78    | 17      | 12      | 4       | 1       | 46      | 9       | 16           | 11           | 5            | 0            | 32           | 14           | 33     | 23     | 9      | 1      | 78     | 23     | +55 |
| FAI Cup              | -     | 3       | 3       | 0       | 0       | 11      | 0       | 1            | 1            | 0            | 0            | 4            | 1            | 5      | 5      | 0      | 0      | 16     | 1      | +15 |
| League of Ireland    | -     | 1       | 1       | 0       | 0       | 1       | 0       | 2            | 1            | 1            | 0            | 5            | 0            | 3      | 2      | 1      | 0      | 6      | 0      | +6  |
| Supercoppa d'Irlanda | -     | -       | -       | -       | -       | -       | -       | -            | -            | -            | -            | -            | -            | 1      | 1      | 0      | 0      | 2      | 1      | +1  |
| Champions League     | -     | 1       | 0       | 1       | 0       | 0       | 0       | 1            | 0            | 0            | 1            | 1            | 2            | 2      | 0      | 1      | 1      | 1      | 2      | -1  |
| Totale               | -     | 22      | 16      | 5       | 1       | 58      | 9       | 20           | 13           | 6            | 1            | 42           | 17           | 44     | 31     | 11     | 2      | 103    | 27     | +76 |